# Alap (keresztnév)
Az Alap török → magyar eredetű férfinév, jelentése: hős, dalia.

## Gyakorisága
Az 1990-es években szórványosan fordult elő. A 2000-es és a 2010-es években nem szerepel a 100 leggyakrabban adott férfinév között.
A teljes népességre vonatkozóan a 2000-es és a 2010-es években az Alap nem szerepelt a 100 leggyakrabban viselt férfinév között.

## Névnapok
ajánlott névnap
- március 27.[2]

## Híres Alapok
„Alap” utónevű személyek szócikkeinek listája a Wikidata alapján